# One Room
One Room (ワンルーム?, Wan Rūmu) è una serie televisiva anime di corti prodotta da Typhoon Graphics, trasmessa in Giappone dall'11 gennaio al 29 marzo 2017. Una serie anime spin-off, intitolata Room Mate, è andata in onda dal 12 aprile al 28 giugno 2017.

## Personaggi

### One Room
Yui Hanasaka (花坂 結衣?, Hanasaka Yui)
Doppiata da: Mao Ichimichi
Natsuki Momohara (桃原 奈月?, Momohara Natsuki)
Doppiata da: Rie Murakawa
Moka Aoshima (青島 萌香?, Aoshima Moka)
Doppiata da: Suzuko Mimori

### Room Mate
Takumi Ashihara (葦原 巧?, Ashihara Takumi)
Doppiato da: Tomoaki Maeno
Aoi Nishina (仁科 葵?, Nishina Aoi)
Doppiato da: Natsuki Hanae
Shinya Miyasaka (宮坂 真也?, Miyasaka Shinya)
Doppiato da: Kosuke Toriumi

## Produzione
Annunciata il 18 novembre 2016 da Smiral, la serie televisiva anime, prodotta da Typhoon Graphics, è andata in onda dall'11 gennaio al 29 marzo 2017. La storia è stata ideata da Eiji Mano, mentre il character design è stato sviluppato da Yasuhiro Okuda basandosi sui disegni originali dell'illustratore Kantoku. Le sigle di apertura sono Harumachi clover (春待ちクローバー?, Harumachi kurōbā) di Mao Ichimichi, Natsuzora yell (夏空エール?, Natsuzora ēru) di Rie Murakawa e Kibō refrain (希望リフレイン?, Kibō rifurein) di Suzuko Mimori. In tutto il mondo, ad eccezione dell'Asia, gli episodi sono stati trasmessi in streaming in simulcast, anche coi sottotitoli in lingua italiana, da Crunchyroll.
| Nº | Titolo italiano Giapponese 「Kanji」 - Rōmaji                                                                      | In onda          | In onda |
| Nº | Titolo italiano Giapponese 「Kanji」 - Rōmaji                                                                      | Giapponese       |         |
| 1  | Hanasaka Yui fa una richiesta 「花坂結衣はお願いする」 - Hanasaka Yui wa onegai suru                               | 11 gennaio 2017  |         |
| 2  | Hanasaka Yui fa una promessa 「花坂結衣は約束する」 - Hanasaka Yui wa yakusoku suru                                | 18 gennaio 2017  |         |
| 3  | Hanasaka Yui si addormenta 「花坂結衣は寝落ちする」 - Hanasaka Yui wa neochi suru                                  | 25 gennaio 2017  |         |
| 4  | Mano nella mano con Hanasaka Yui 「花坂結衣は手をつなぐ」 - Hanasaka Yui wa te o tsunagu                           | 1º febbraio 2017 |         |
| 5  | Tra le attenzioni di Momohara Natsuki 「桃原奈月は世話を焼く」 - Momohara Natsuki wa sewa o yaku                   | 8 febbraio 2017  |         |
| 6  | Momohara Natsuki tira un sospiro di sollievo 「桃原奈月はほっとする」 - Momohara Natsuki wa hotto suru             | 15 febbraio 2017 |         |
| 7  | Momohara Natsuki si imbarazza e butta via tutto 「桃原奈月は照れてごまかす」 - Momohara Natsuki wa terete gomakasu | 22 febbraio 2017 |         |
| 8  | Momohara Natsuki non riesce ad essere sincera 「桃原奈月は素直になれない」 - Momohara Natsuki wa sunao ni narenai  | 1º marzo 2017    |         |
| 9  | Aoshima Moka ricorda 「青島萌香は覚えてる」 - Aoshima Moka wa oboeteru                                             | 8 marzo 2017     |         |
| 10 | Aoshima Moka è preoccupata 「青島萌香は悩んでる」 - Aoshima Moka wa nayanderu                                      | 15 marzo 2017    |         |
| 11 | Aoshima Moka raggiunge una conclusione 「青島萌香はわかってる」 - Aoshima Moka wa wakatteru                        | 22 marzo 2017    |         |
| 12 | Aoshima Moka canta 「青島萌香は歌ってる」 - Aoshima Moka wa utatteru                                               | 29 marzo 2017    |         |

### Spin-off
Una serie anime spin-off, intitolata Room Mate (inizialmente Room Mate: One Room Side M) e sempre prodotta da Typhoon Graphics, è andata in onda dal 12 aprile al 28 giugno 2017. I personaggi sono stati sviluppati sulla base dei disegni originali dell'illustratore Hidari. I diritti internazionali sono stati riconfermati da Crunchyroll.
| Nº | Titolo italiano Giapponese 「Kanji」 - Rōmaji                                                  | In onda        | In onda |
| Nº | Titolo italiano Giapponese 「Kanji」 - Rōmaji                                                  | Giapponese     |         |
| 1  | I coinquilini ti danno il benvenuto 「ルームメイトは歓迎する」 - Rūmumeito wa kangei suru      | 12 aprile 2017 |         |
| 2  | Ashihara Takumi adora scalare 「葦原巧は登ってる」 - Ashihara Takumi wa nobotteru              | 19 aprile 2017 |         |
| 3  | Nishina Aoi si rilassa 「仁科葵は安心する」 - Nishina Aoi wa anshin suru                       | 26 aprile 2017 |         |
| 4  | Miyasaka Shinya è insoddisfatto 「宮坂真也は呆れてる」 - Miyasaka Shin'ya wa akireteru         | 3 maggio 2017  |         |
| 5  | Il giorno libero dei coinquilini 「ルームメイトの休日」 - Rūmumeito no kyūjitsu                | 10 maggio 2017 |         |
| 6  | Ashihara Takumi non riesce ad arrampicarsi 「葦原巧は登れない」 - Ashihara Takumi wa noborenai | 17 maggio 2017 |         |
| 7  | Nishina Aoi non riesce a calmarsi 「仁科葵は落ち着かない」 - Nishina Aoi wa ochitsukanai       | 24 maggio 2017 |         |
| 8  | Miyasaka Shinya non riesce a dormire 「宮坂真也は眠れない」 - Miyasaka Shin'ya wa nemurenai    | 31 maggio 2017 |         |
| 9  | Soltanto la statua della dea sa 「女神像は知っている」 - Megamizō wa shitteiru                 | 7 giugno 2017  |         |
| 10 | I coinquilini competono tra loro 「ルームメイトは勝負する」 - Rūmumeito wa shōbu suru          | 14 giugno 2017 |         |
| 11 | I coinquilini stringono un patto 「ルームメイトは決断する」 - Rūmumeito wa ketsudan suru       | 21 giugno 2017 |         |
| 12 | Aspettando i coinquilini 「ルームメイトを待っている」 - Rūmumeito o matteiru                   | 28 giugno 2017 |         |